# Ty Burrell
Tyler Gerald "Ty" Burrell (Grants Pass, 22 de agosto de 1967) é um premiado ator e comediante norte-americano. É mais conhecido por interpretar Phil Dunphy na sitcom Modern Family, no qual rendeu a Burrell dois Emmy Award na categoria de Melhor Ator Coadjuvante – Série de Comédia, em 2011 e 2014.

## Biografia
Burrell nasceu em Grants Pass, no sul de Oregon, e cresceu na pequena cidade de Southern Oregon de Applegate, perto da fronteira com a Califórnia, onde sua família administrava uma empresa. Ele frequentou a Hidden Valley High School em Grants Pass, onde jogou futebol e foi atacante para a Hidden Valley Mustangs. Depois de terminar o colegial, Burrell se matriculou na Southern Oregon University, em Ashland, e se formou como bacharel em artes cênicas em 1993. Burrell foi o orador na escola em 2008. Enquanto estava na faculdade Burrell trabalhou como garçom no Oregon Shakespeare Festival. Burrell continuou sua formação na Penn State University, onde obteve um MFA. Em 1999, Burrell trabalhou como ator no Utah Shakespeare Festival. Burrell afirmou ainda que por um período de tempo na pós-graduação, ele viveu fora de seu furgão para economizar dinheiro.

## Vida profissional

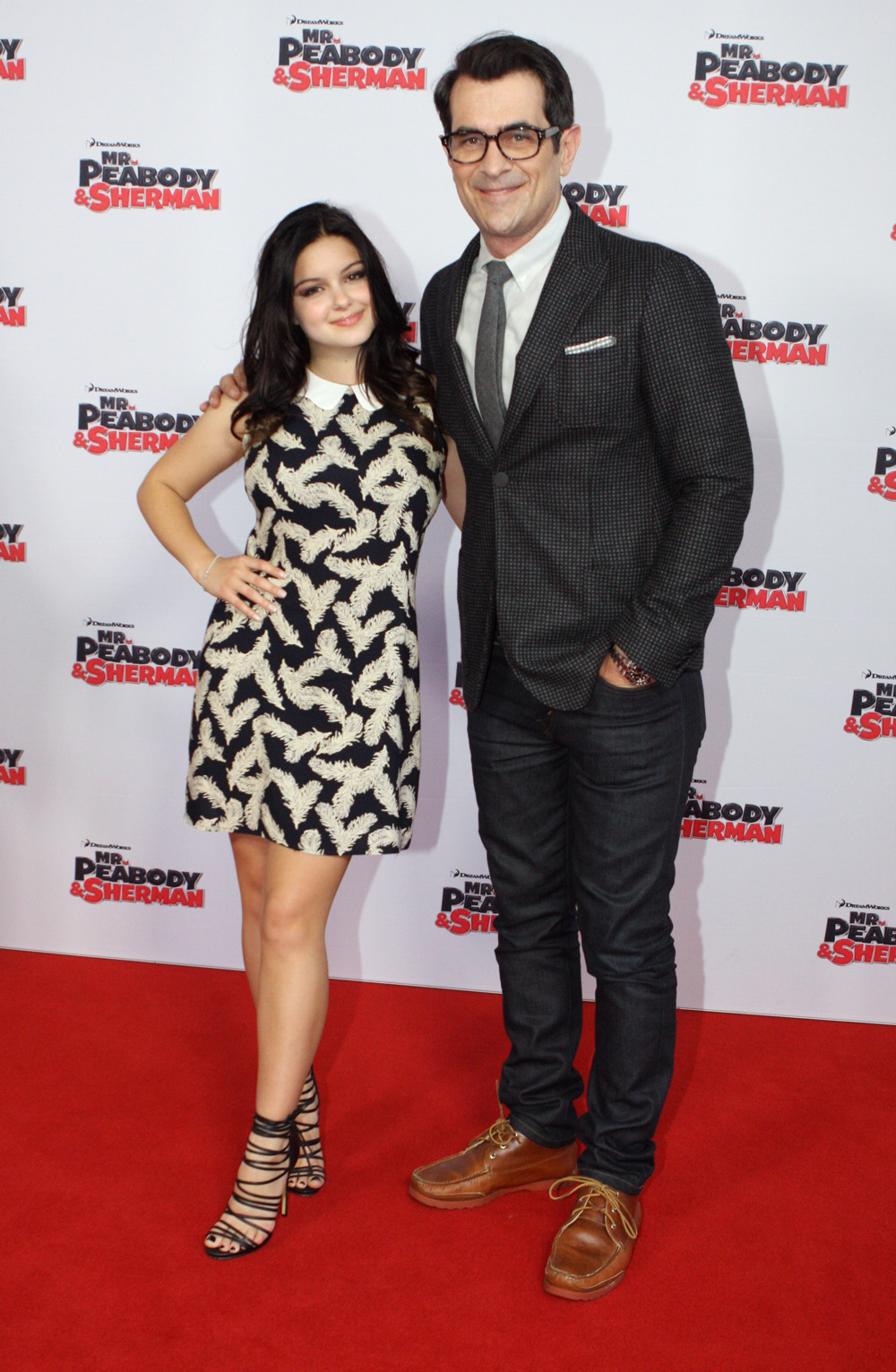
Ariel Winter com Ty Burrell, na estreia de As Aventuras de Peabody & Sherman, em 2014

Alguns de seus primeiros trabalhos incluem filmes como Black Hawk Down, o remake de 2004, de Dawn of the Dead, e aparições no teatro (como na adaptação da Broadway de Macbeth, e nas peças off-Broadway Corners, The Blue Demon, Burn This, e Show People). Burrell foi co-roteirista e ator na produção original da comédia excêntrica The Red Herring O' Happiness dirigido por Russell Dyball. Também escreveu e trabalhou na peça off-Broadway Babble com seu irmão, Duncan. Burrell também fez uma aparição como um oficial de condicional em Law & Order: Special Victims Unit.
Depois disso, em 2006 foi escalado como Oliver Barnes, um cirurgião plástico, na sitcom Out of Practice da CBS, também criada por Christopher Lloyd. A série foi cancelada na primavera de 2007. Após o cancelamento, interpretou Allan Arbus no filme Fur: An Imaginary Portrait of Diane Arbus.
Burrell também esteve na adaptação do filme da Marvel Comics The Incredible Hulk, em que interpretou Doc Samson. Burrell disse em várias entrevistas que não recebeu seus poderes neste filme, mas espera fazê-lo em filmes posteriores.
Ty recentemente teve um pequeno papel no filme National Treasure: Book of Secrets. Burrell estrelou a sitcom Back to You na Fox. Na série, criada por Steven Levitan e Christopher Lloyd, Burrell viveu um repórter de campo (ao lado de Kelsey Grammer e Patricia Heaton). A série foi cancelada em 2008.
Burrell agora protagoniza a comédia Modern Family da ABC como Phil Dunphy. Em 2010 foi indicado para o Emmy Award de Melhor Ator Coadjuvante – Série de Comédia (pelo episódio Up All Night), mas perdeu para o colega de série Eric Stonestreet. Em 2011, Burrell foi novamente indicado para um Emmy e ganhou por sua atuação no episódio Good Cop Bad Dog.

## Vida pessoal
Ty e sua esposa Holly se casaram em 2000. Eles residiam em Nova Iorque até se mudarem para Salt Lake City em 2008. Eles ainda possuem um apartamento de dois quartos no bairro de Astoria, no Queens, onde alugam. O casal, desde então, mudou-se para o sul da Califórnia por causa do papel de Burrell em Modern Family. Em 18 de março de 2010, foi anunciado que Burrell e sua esposa haviam adotado uma menina, Frances. Em março de 2012, Burrell e sua esposa adotaram uma segunda filha. Numa entrevista recente à revista Elle, ele revelou estar completamente encantado com a paternidade: "Isto pode parecer mesmo estúpido, mas acho que ainda não tinha percebido que uma pessoa se apaixona verdadeiramente por uma criança e que, quanto mais o tempo passa, mais se gosta dela". Burrell é um ávido fã dos times Oregon Ducks, Portland Trail Blazers e New York Mets.

## Filmografia
| Ano         | Título                             | Tipo de Mídia    | Papel                                      | Notas                      |
| ----------- | ---------------------------------- | ---------------- | ------------------------------------------ | -------------------------- |
| 2000-2003   | Law & Order                        | TV               | Paul Donatelli/Herman Capshaw              |                            |
| 2001        | Evolution                          | Filme            | Flemming                                   |                            |
| 2001        | The West Wing                      | TV               | Tom Starks                                 | 1 Episódio                 |
| 2001        | Black Hawk Down                    | Filme            | Aviador Pararescueman Timothy A. Wilkinson |                            |
| 2002        | Law & Order: Special Victims Unit  | TV               | Alan Messinger                             | 1 Episódio                 |
| 2004        | Dawn of the Dead                   | Filme            | Steve                                      |                            |
| 2004        | In Good Company                    | Filme            | Enrique Colon                              |                            |
| 2005        | Down in the Valley                 | Filme            | Sheriff/Cowboy                             |                            |
| 2006        | Friends with Money                 | Filme            | Aaron                                      |                            |
| 2006        | The Darwin Awards                  | Filme            | Emile                                      |                            |
| 2006        | Out of Practice                    | TV               | Dr. Oliver Barnes                          | 20 Episódios               |
| 2006        | Fur                                | Filme            | Allan Arbus                                |                            |
| 2007        | National Treasure: Book of Secrets | Filme            | Connor                                     |                            |
| 2008        | Fourplay                           | Filme            | Christopher                                |                            |
| 2008        | The Incredible Hulk                | Filme            | Doc Samson                                 |                            |
| 2008        | Back to You                        | TV               | Gary Crezyzewski                           | 17 Episódios               |
| 2009        | Damages                            | TV               | Douglas Schiff                             | 1 Episódio                 |
| 2009        | Leaves of Grass                    | Filme            | Professor Sorenson                         |                            |
| 2009-2020   | Modern Family                      | TV               | Phil Dunphy                                |                            |
| 2010        | Fair Game                          | Filme            | Fred                                       |                            |
| 2010        | Glenn Martin, DDS                  | TV               | (voz)                                      | 1 Episódio                 |
| 2010        | The Super Hero Squad Show          | TV               | Capitão Marvel                             | 2 Episódios                |
| 2010        | Morning Glory                      | Filme            | Paul McVee                                 |                            |
| 2010        | Top Gear                           | TV               | Ele mesmo                                  | Participação especial      |
| 2012        | Goats                              |                  | Richard Hertz                              |                            |
| 2012        | Butter                             | Filme            | Bob Pickler                                |                            |
| 2012        | Key & Peele                        | TV               | Oficial Nazista                            |                            |
| 2014        | Mr. Peabody and Sherman            | Filme (Animação) | Sr. Peabody                                | Dublador                   |
| 2014        | Muppets 2: Procurados e Amados     | Filme            | Jean Pierre Napoleon                       |                            |
| 2017        | Rough Night                        | Filme            | Pietro                                     |                            |
| 2020        | A Modern Farewell                  | TV               | Ele mesmo                                  | Documentário Modern Family |
| 2020 - 2022 | Duncanville                        | Animação         | Jack                                       | Dublador                   |